# Max Hansen
Max Hansen (Niebüll, 31 luglio 1908 – Niebüll, 7 marzo 1990) è stato un militare tedesco, colonnello (Standartenführer) delle Waffen-SS che nel 1944 comandò la 1 SS Panzer-division "leibstendarte SS Adolf Hitler" durante l'offensiva delle Ardenne, sotto il comando del Kampfgruppe del colonnello Joachim Peiper.